# Neubijanje
Neubijanje (енгл. nonkilling) je koncept koji opisuje odsutstvo ubijanja, prijetnji ubijanjem, kao i samih uslova koji omogućavaju ubijanje u ljudskim društvima. Iako se taj izraz u akademskom svijetu uglavnom odnosi na ubijanje ljudskih bića, ponekad je proširen i na ubijanje životinja i drugih oblika života. Takvo značenje je karakteristično za koncept neubijanja u budističkoj etici, odnosno prvi od Pet propisa, i slične izraze u drugim duhovnim tradicijama. Izraz „neubijanje“ je takođe korišten u „Povelji za svijet bez nasilja“ koju je odobrio 8. svjetski samit dobitnika Nobelove nagrade za mir.

## Spoljašnje veze
- Glenn D. Paige, Nonkilling Global Political Science, 2002; 3rd ed. 2009.
- Glenn D. Paige, Joám Evans Pim, editors, Global Nonkilling Leadership, 2009.
- School of Nonkilling Studies at Wikiversity
- Center for Global Nonkilling
- Center for Global Nonkilling Channel on YouTube